# Quadrella domingensis
Quadrella domingensis är en kaprisväxtart. Quadrella domingensis ingår i släktet Quadrella och familjen kaprisväxter.

## Underarter
Arten delas in i följande underarter:
- Q. d. domingensis
- Q. d. grisebachii